# Вишневский, Фёдор Гаврилович
Фёдор Гаврилович Вишневский (1801, Казань — 23 апреля (5 мая) 1863, Москва) — декабрист из дворянского рода Вишневских. Лейтенант Гвардейского экипажа.

## Биография
Родился в 1801 году в Казани в семье коллежского советника, члена Строительного комитета при Казанском университете Гавриила Фёдоровича Вишневского (1772—18.04.1842); мать — Софья Михайловна, урождённая Еропкина (1776—17.03.1848), содержала в Казани пансион для благородных девиц. Дед его, тоже Фёдор Гаврилович, был одним из богатейших Костромских помещиков, владел имениями в Буйском и Луховском уезде; в Московской губернии — 200 душ крепостных.
В 1813 году окончил Морской кадетский корпус в звании гардемарина. В 1816 году мичманом переведён в гвардейский экипаж, плавал некоторое время на фрегате «Гектор». На фрегате «Крейсер» под командованием М. П. Лазарева в 1822—1825 годах совершил кругосветное путешествие. Был награждён орденом Св. Владимира 4-й степени.
В тайных обществах декабристов не был, но 14 декабря 1825 года, через четыре месяца после возвращения из кругосветного путешествия, вышел на Сенатскую площадь. Был арестован и содержался в Петропавловской крепости — в № 1 Алексеевского равелина. Был осуждён по XI разряду, разжалован в солдаты без лишения дворянского звания и отправлен в Закавказье, где начиналась война с Персией.
С 8 марта 1828 года — унтер-офицер. Под командованием Паскевича участвовал в штурме Карса; за отличие в сражении при взятии крепости Сардар-Абад был награждён знаком отличия военного ордена Св. Георгия; 3 ноября 1829 года переведён в Апшеронский пехотный полк. По ходатайству матери произведён в мичманы в 7-й флотский экипаж (18 июля 1832), а затем в 15-й флотский экипаж; 1 ноября 1833 года уволен от службы.
По представлению Павла Алексеевича Тучкова 18 февраля 1835 года он был определён в Московский опекунский совет; 16 марта 1838 года назначен чиновником по особым поручениям при главном начальнике Уральских горных заводов, В. А. Глинке, так же как и Вера Гавриловна Вишневская (?—1866) — мать светлейшей княжны Екатерины Юрьевской.
Вышел в отставку 31 января 1842 года; жил сперва в Москве, затем в своем имении в Костромской губернии (деревня Варварино в Чухломском уезде); после продажи имения в 1846 году переехал снова в Москву.
Умер 23 апреля (5 мая) 1863 года и был похоронен в московском Ново-Алексеевском монастыре. Могила не сохранилась.
Жена (с 31 марта 1847 года) — Александра Петровна Желтухина (1811— ?), вдова коллежского асессора К. М. Потулова. Их дочь Софья (20.12.1847— ?) была замужем за Владимиром Михайловичем Ржевским.
Сестра Вишневского была замужем за Алексеем Стахеевичем Телепнёвым — сыном генерал-лейтенанта Стахея Никитича Телепнёва и Анны Сергеевны, урождённой Лермонтовой (1772—1831).